# Výškopis
Výškopis je obraz terénního reliéfu na mapě; soubor polohopisně znázorněných vrstevnic, výškových bodů s jejich výškovými kótami, doplněný mapovými značkami (vyjadřující podrobnosti, které nelze v měřítku mapy zobrazit ani popsat) a popřípadě další prostorově působící způsoby znázornění reliéfu (plastiky).

## Znázorňování výškopisu (metody jeho zobrazování)

### Kopečková (pahorková) metoda
První zobrazovací metoda výškopisné složky mapy, je velmi nepřesná. Používána byla od 1. až do 18. století. Symbolicky znázorňuje polohu jednotlivých hor, opakovanou kresbou horské pásmo. V současné době se využívá pouze jako náhled na reliéf, například u map horských středisek k zobrazení  sjezdovek, lanovek či vleků.

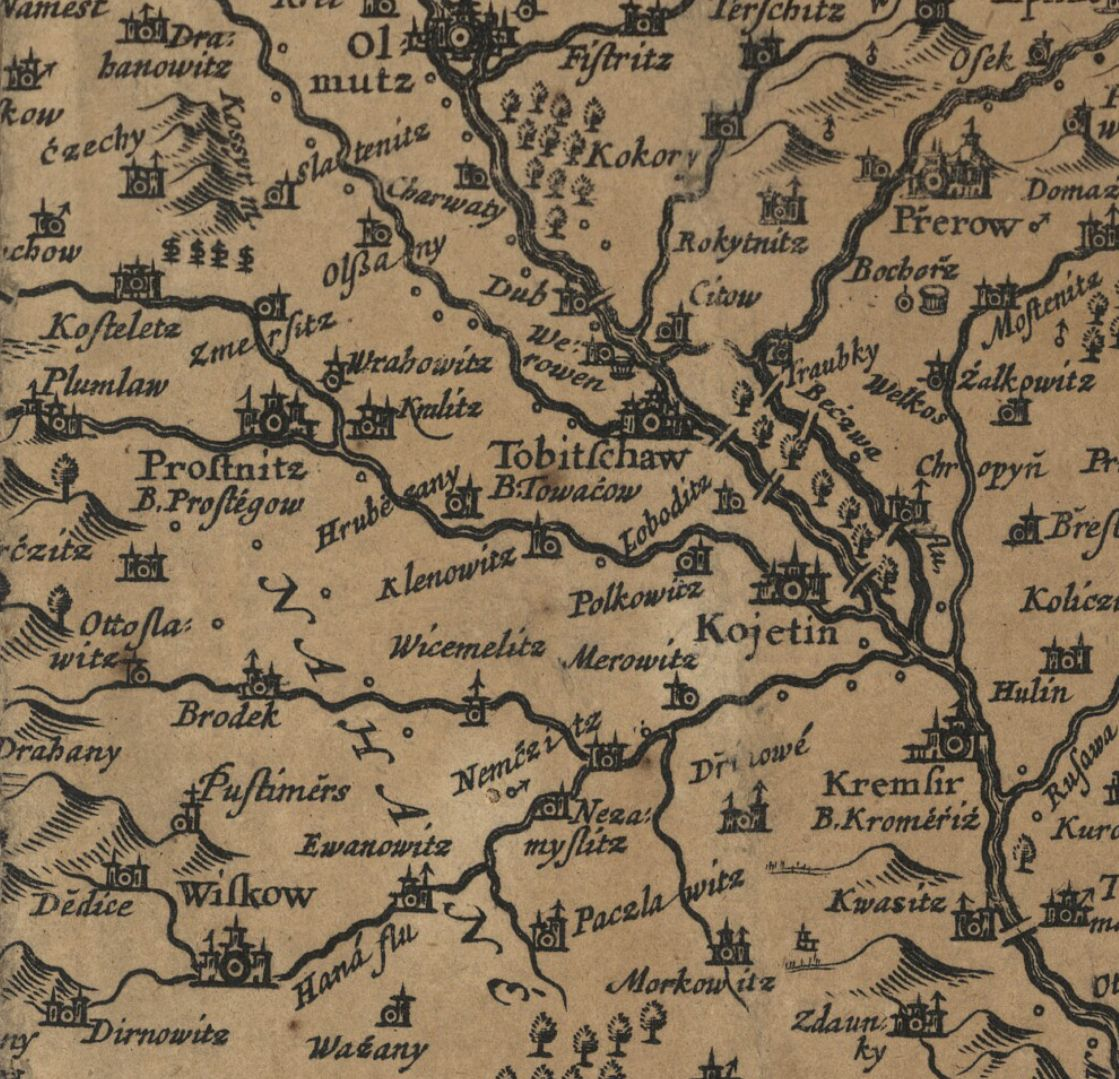
J. A. Komenský, Haná
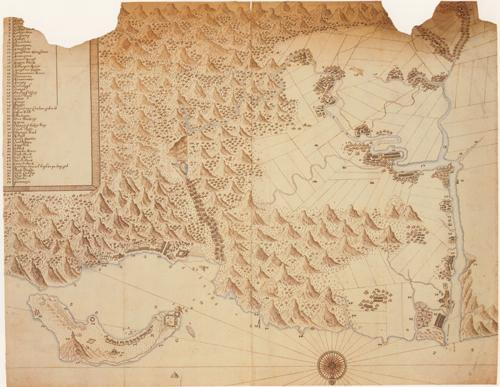
Taipei
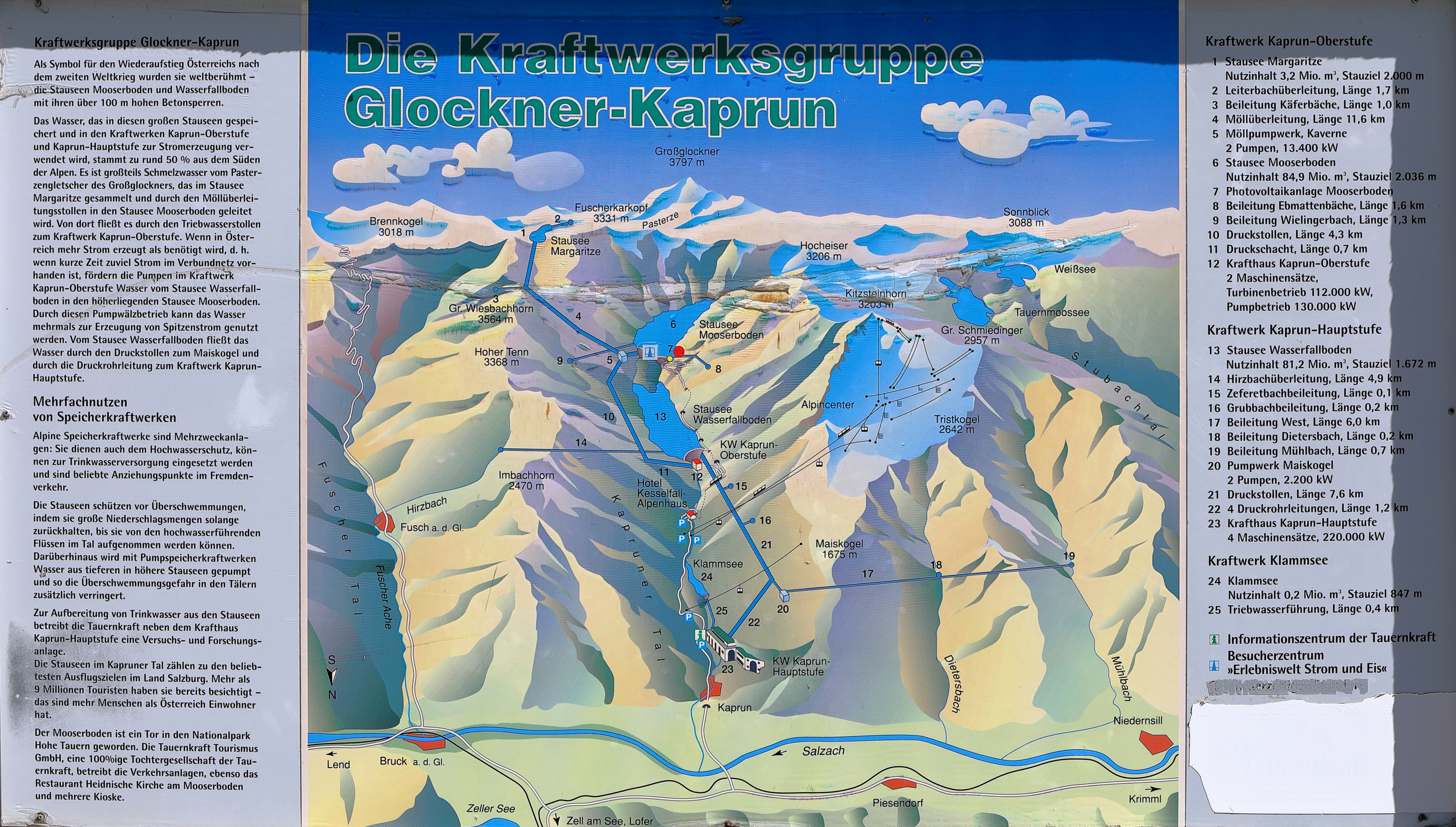
Lyžařské středisko Kaprun

### Tónování
Šrafování za pomocí krátkých čar o různé délce, tloušťce a hustotě. Šrafy mají být kolmé k vrstevnicím, svou polohou označovat směr spádu a svou šířkou a rozestupem příkrost sklonu.
Stínování díky různé intenzitě barvy odpovídající množství slunečních paprsků, které dopadá na krajinu podle jejího sklonu, jsou hřbetnice viditelné jako zlom osvětlené a neosvětlené plochy. Tím se získává plasticita mapy. Tato metoda se využívá v současnosti zejména pro doplnění map s vrstevnicemi.

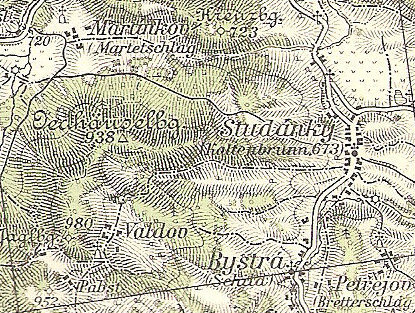
Studánky a okolí

### Kóty
Uvedení absolutních nebo relativních výšek a hloubek pomocí číselných kót. Absolutní výšky (nadmořské výšky) jsou vztaženy k střední hladině některého moře, popřípadě k určitému nulovému horizontu. Relativní výšky vyjadřují svislou vzdálenost dvou bodů a získají se jako rozdíl absolutních výšek těchto bodů. Výhodou této metody je nezávislost kót na měřítku mapy.

### Vrstevnice
Hustota vrstevnic určuje sklon terénu. V mapě se značí vrstevnice hnědě, hloubnice a také vrstevnice na sněhu a ledovcích modře. Často se používají v kombinaci s kótami a také stínováním.

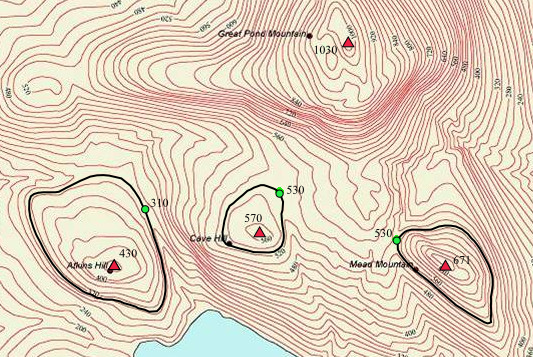
Kóty a vrstevnice
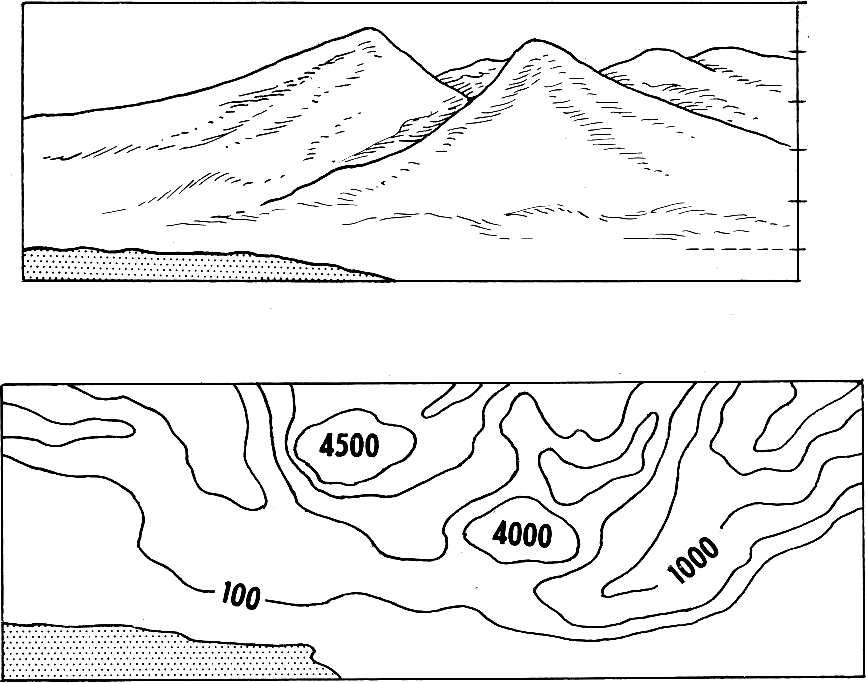
Kóty a vrstevnice

### Další metody
3D průletové mapy - nejmodernější, využívají GPS, nejznámější Google Earth